# 82nd Airborne Division

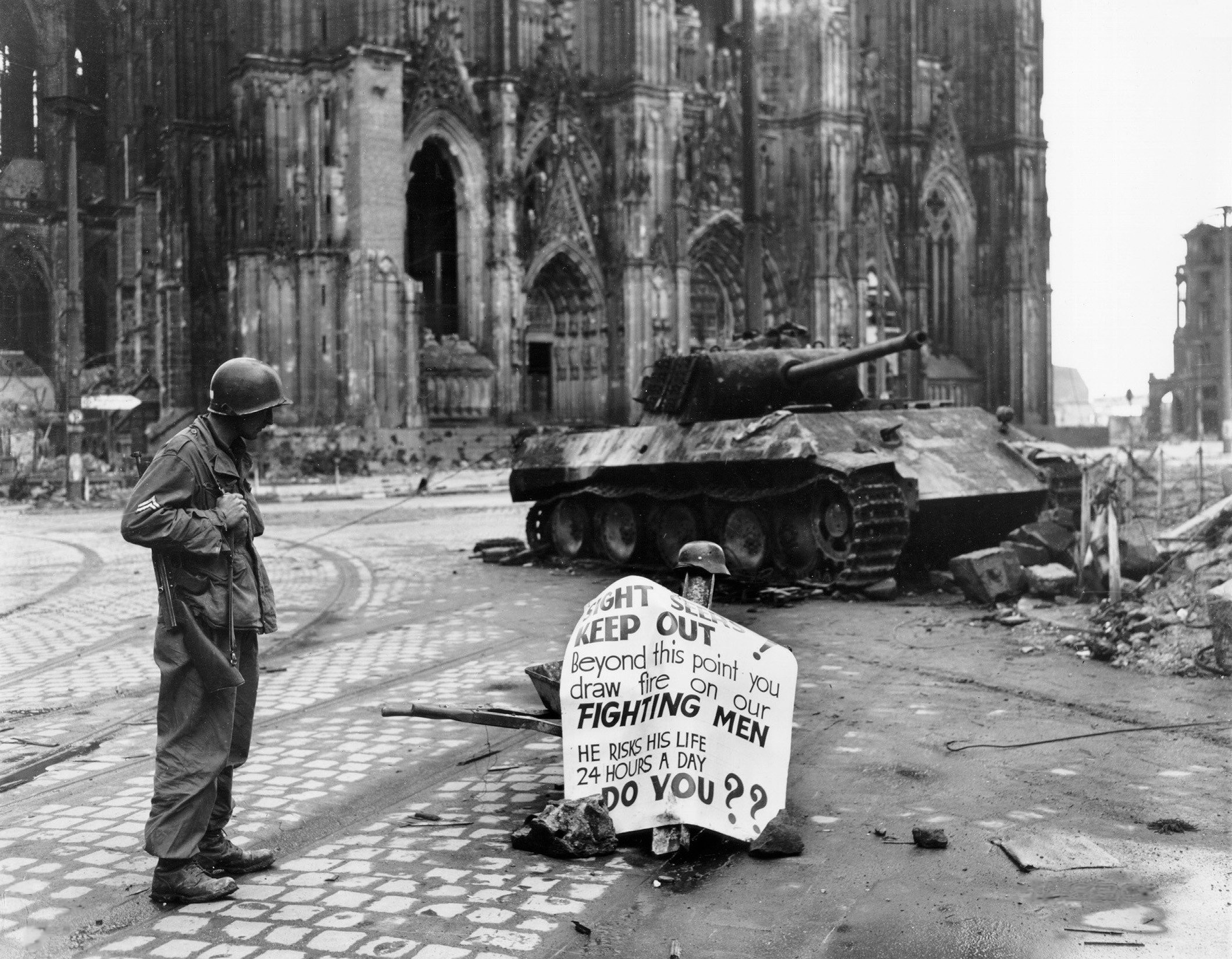
Soldat tillhörande 82nd Airborne Division utanför Kölnerdomen i april 1945.

82nd Airborne Division med inofficiellt namn All-American är en amerikansk armédivision i infanteriet huvudsakligen utbildad för luftburna militära operationer.
Divisionen sattes ursprungligen upp som en infanteridivision under första världskriget. Den kallades för All-American (kan översättas som "helamerikansk" eller "landslaget") eftersom det ingick soldater från hela USA. Efter första världskriget lades förbandet i malpåse men under andra världskriget återaktiverades divisionen som luftburen division för att sättas in med fallskärm. Divisionen deltog bland annat i striderna i Operation Husky, Normandie och Operation Market Garden. De fick smeknamnet "Devils in Baggy Pants", ungefär "Djävlar i pösbyxor" efter att en tysk officer beskrivit dem så i sin dagbok vid striderna i Anzio under Operation Husky.

## Operation Husky
Endast ett av divisionens regementen deltog i luftlandsättningen, 505th PIR. Regementet landade vid Gela för att förhindra att tyska förstärkningar skulle nå den amerikanska 7:e arméns landstigningsområde.

## Dagen D
82. Luftburna Divisionen landsattes med hjälp av fallskärm och glidflygplan i området vid Sainte-Mère-Église för att skydda landstigningarna på Utah Beach. Divisionen var bland de första som landsteg i Normandie på dagen D, 6 juni 1944.

### Mission Boston
Mission Boston var den första anfallsvågen som bestod av divisionens tre fallskärmsregementen, 505th PIR, 507th PIR och 508th PIR. Landstigningen började kl 01.51 på morgonen den 6 juni, totalt hoppade 6 420 fallskärmssoldater från 369 stycken C-47.
- 505th PIR landade i landningszon O väster om Sainte-Mère-Église
- 508th PIR landade i landningszon N väster om floden Merderet och öster om den lilla staden Pont l'Abbé
- 507th PIR landade i landningszon T väster om floden Merderet och öster om byn Goubesville

### Mission Detroit
Mission Detroit var den första vågen med 52 Waco CG-4 glidflygplan som landade cirka kl 04.00 och förde med sig pansarvärnskanoner och andra understödsvapen. 32 av glidflygplanen landade inom en 3 kilometers radie från den avsedda landningszonen vid Sainte-Mère-Église.

### Mission Elmira
Mission Elmira var en andra våg med glidflygplan som landade mellan kl 21.10 och 23.10 på kvällen den 6 juni. De 36 Waco CG-4-glidflygplanen och 140 Airspeed Horsa-glidflygplanen förde med sig divisionens två artilleribataljoner med 24 haubitsar samt divisionens fordon och övrig tyngre utrustning.

### Mission Galveston och Hackensack
På morgonen den 7 juni landsattes 325th Glider Infantry Regiment i två vågor av glidflygplan.

## Operation Market Garden

Soldater ur 82. Luftburna Divisionen landsätts i fallskärm nära Grave under Operation Market Garden

Divisionen började landsättas kring Nijmegen den 17 september med uppgift att ta broarna över floderna Maas, Waal och kanalen Maas-Waal. Huvuduppgiften var dock att ta kontrollen över Groesbeek som ligger på en höjd sydost om Nijmegen. Syftet var att stoppa ett eventuellt tysk motanfall från skogsområdet Reichwald på andra sida tyska gränsen. 504th PIR lyckades snabbt erövra bron över Maas vid Grave och bron över Maas-Waal-kanalen. 508th PIR hade uppdraget att försöka erövra den stora bron över Waal, som till skillnad från de flesta broarna i XXX Corps framryckningsväg inte kunde ersättas med ingenjörstruppernas broar. På grund av en kommunikationsmiss kom anfallet först igång på eftermiddagen, då förstärkningar i form av spaningsbataljonen ur 9. SS-Panzer-Division Hohenstaufen hade anlänt och anfallet misslyckades.
Dagen efter landsattes 319th och 320th Glider Field Artillery, 456th Parachute Field Artillery-bataljonerna samt även divisionens sjukvårdsenhet.